# Андраш Гегедюш
Андраш Гегедюш (угор. Hegedüs András; 31 жовтня 1922, Сілшаркань — 23 жовтня 1999, Будапешт) — угорський комуністичний політик періоду диктатури Матьяша Ракоші.

## Біографія
Народився в бідній сім'ї, рано втратив батька Шандора Гегедюша, виховувався матір'ю Ідою Гечені. Середню освіту здобув у Євангельській школі в Сілшаркані, за підтримки місцевого священика зумів вступити в громадянську школу в Чорне. У 1941 закінчив Євангельський ліцей в Шопроні. Восени того ж року вступив на залізничний факультет Будапештського технологічного університету, готуючись стати інженером-залізничником.
Знайомство з діячами молодіжного підпілля Ференцом Донатом і Белою Салаї в 1942 привело Гегедюша до лав нелегальної Угорської комуністичної партії, яка веде підпільну боротьбу проти авторитарного режиму Горті. Гегедюш налагодив роботу партійного осередку в університеті, за що в серпні 1944 був заарештований і засуджений на два роки позбавлення волі, проте вже в листопаді 1944 йому вдалося втекти і повернутися в антифашистський Опір. 24 червня 1945 був делегований до складу Тимчасових національних зборів. З 1948 по 1949 — співробітник відділу сільського господарства і Угорської партії праці (УПП), яку згодом очолював до 1951. У 1951-1956 член Політбюро, Центрального комітету і секретаріату партії.

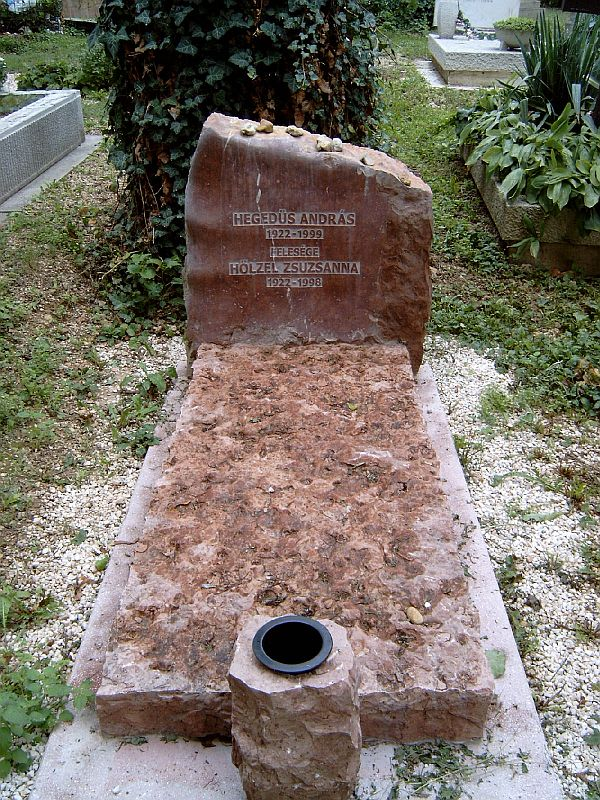
Могила Гегедюша в Будапешті

Незважаючи на свою молодість і недосвідченість, займав посаду прем'єр-міністра Угорщини в 1955-1956. Ракоші призначив його на цю посаду як компромісну фігуру замість свого головного конкурента Імре Надя. Підписав Варшавський договір від імені УНР. Втік до СРСР 28 жовтня 1956 — на п'ятий день повстання 1956.
Повернувся до Угорщини в 1958, але більше не брав участі в політиці, викладав соціологію. Свою наукову діяльність розпочав в Інституті економіки Угорської академії наук (1958-1961), потім переведений заступником завідувача Комітету статистики Угорщини (1961-1963). З 1963 по 1968 очолював засновану ним же Соціологічну дослідницьку групу (згодом Інститут соціології) при Угорській Академії Наук, а також був редактором видання «Реальність» (Valóság); з 1966 викладав в Університеті економіки імені Карла Маркса.
У 1968 спільно з кількома колегами засудив введення військ Організації Варшавського договору до Чехословаччини для придушення Празької весни. В результаті, йому заборонили далі викладати соціологію, і Гегедюш почав працювати головним науковим радником в міністерстві промисловості Угорщини. У 1973 був виключений з Комуністичної партії і звільнений з міністерства. З 1975 вийшов на пенсію за віком, в 1982 зміг відновитися викладачем в Університеті економіки. Виступив проти повномасштабного впровадження капіталістичних відносин в ході «шокової терапії». У 1990 організував Робочу академію, яку очолював до своєї смерті в 1999.